# خوخو

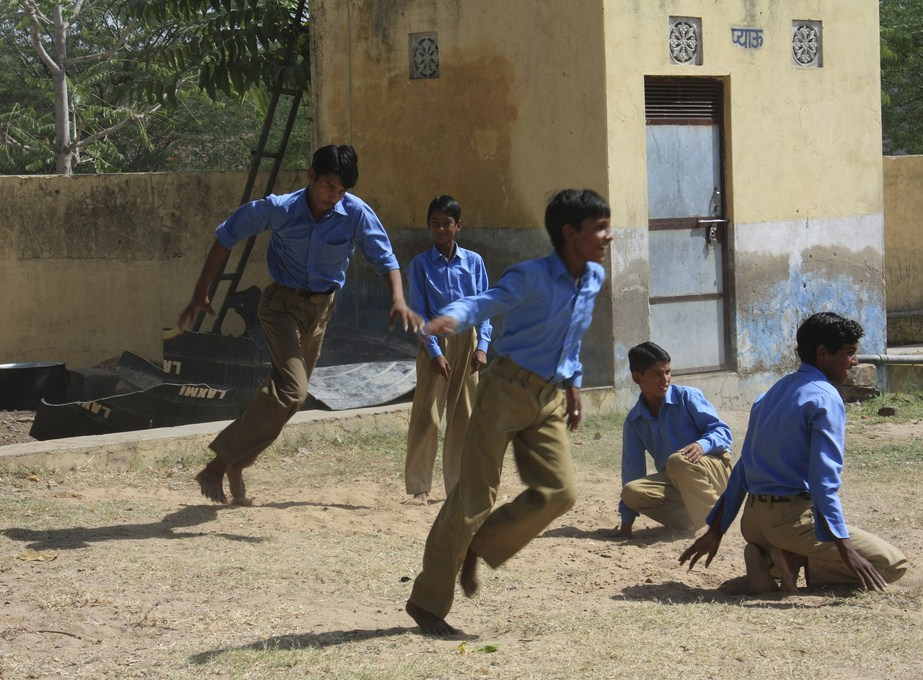
یک بازی خو خو

خو خو یا  خوخو (به انگلیسی: Kho kho) (در ایران کو کو) ورزشی شامل دو یا چند تیم ۱۲ نفره است که ۹ نفر از هر تیم باید در زمین حضور داشته‌باشند. این بازی از جنبه‌هایی به بازی کبدی بسیار شباهت دارد. بازیکنان هر تیم باید تلاش خود را به کار گیرند تا توسط بازیکنان تیم حریف لمس نشوند. این ورزش در جنوب آسیا و به‌ویژه شبه‌قاره هند بسیار رایج است. همچنین، این بازی در آفریقای جنوبی هم طرفداران خود را دارد.

## در ایران
در سال ۲۰۲۳ اولین بار تیم ملی این ورزش در ایران شکل گرفت و در سومین دوره مسابقات قهرمانی آسیا (فقط در بخش مردان) شرکت کرد. هم اکنون مسابقات مردان و زنان برای تشکیل تیم ملی در ایران راه اندازی شده است. 

## عضویت در شورای المپیک آسیا
فدراسیون آسیایی این ورزش به شورای المپیک آسیا درخواست عضویت داده بود ولی به علت عدم پیگیری درخواست رد شد.